# Arteveldelied
Het Arteveldelied maakt deel uit van een cantate, gecreëerd in 1863 bij de onthulling van het standbeeld van Jacob van Artevelde te Gent. Dit lied wordt bij diverse gelegenheden gezongen in Vlaanderen.
De tekst is geschreven door Napoleon Destanberg (1829–1875), de muziek door Frans August Gevaert (1828–1908).

## Tekst
Wie herbracht hier de rust op een teken van zijn hand?

Wie verbond al de burgers als broeders in één band?

‘t Was de held, ‘t was de held, en de roem van ons land!

Hij herbracht hier de rust op een teken van zijn hand.

Wie vond werk voor het volk, door het lijden overmand?

Wie verbond aan het nijv’rige Vlaand’ren ‘t Britse strand?

‘t Was de held, ‘t was de held, en de roem van ons land.

Hij vond werk voor het volk, door het lijden overmand.

Wie stond recht als ons Vlaand’ren verraden lag aan band?

En wie sloeg op zijn beurt de tirannen neer in ‘t zand?

‘t Was de held, ‘t was de held, en de roem van ons land.

Hij stond recht als ons Vlaand’ren verraden lag aan band.